# Fabianki
Fabianki est une gmina rurale du powiat de Włocławek, Couïavie-Poméranie, dans le centre-nord de la Pologne. Son siège est le village de Fabianki, qui se situe environ 9 km au nord-est de Włocławek et 49 km au sud-est de Toruń.
La gmina couvre une superficie de 76,1 km2 pour une population de 8 719 habitants.

## Géographie
La gmina est bordée par la ville de Włocławek et les gminy de Bobrowniki, Dobrzyń nad Wisłą, Lipno et Wielgie.